# Długie Pole
Długie Polo [pronunciación en polaco: /ˈdwuɡʲɛ ˈpɔlɛ/] (en alemán: Langfelde) es un pueblo ubicado en el distrito administrativo de Gmina Cedry Wielkie, dentro del Condado de Gdańsk, Voivodato de Pomerania, en Polonia del norte. Se encuentra aproximadamente a 4 kilómetros al sureste de Cedry Wielkie, a 17 kilómetros al este de Pruszcz Gdański, y a 23 kilómetros al sureste de la capital regional Gdańsk.
Para detalles de la historia de la región, véase Historia de Pomerania.